# Azolla pinnata
Espèce
Statut de conservation UICN

 LC  : Préoccupation mineure
Azolla pinnata est une petite fougère aquatique flottante originaire du sud-est asiatique à l'Afrique de l'Est. Elle appartient à la famille des Salviniaceae (ou des Azollaceae selon les classifications).
Elle coexiste souvent avec des lentilles d'eau (ou lenticules), autres plantes aquatiques flottantes du genre Lemna (famille des Araceae, auparavant des Lemnaceae). Elle est considérée comme " plante envahissante ".

## Caractéristiques générales

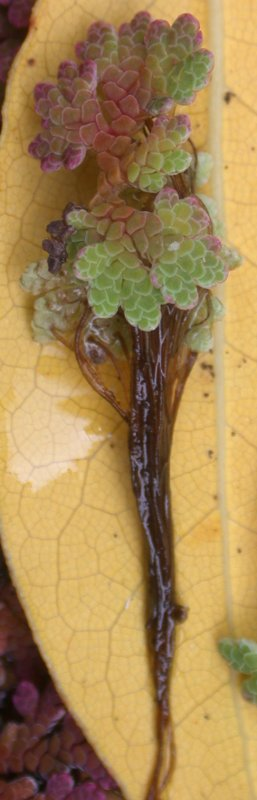
Azolla pinnata

Ces plantes ont un appareil végétatif leur permettant de flotter à la surface de l'eau, dans l'atmosphère et dans l'eau via un réseau de racines filiformes. Dans les eaux douces stagnantes et tiédies par le soleil d’été, ces Azolla forment des noyaux de populations qui par bourgeonnement s’étendent et croissent jusqu’à recouvrir la totalité d’un plan d’eau. Elles peuvent former un tapis d'un à deux centimètres d'épaisseur ne laissant plus passer la lumière. Elles sont alors une cause d'anoxie, lorsqu'elles meurent toutes ensemble en hiver dans les zones froides.

## Distribution
Azolla pinnata gagne du terrain sur tous les continents y compris en Australie. Présentes en grande quantité, elles sont un des signes possibles d'eutrophisation.

## Utilisation

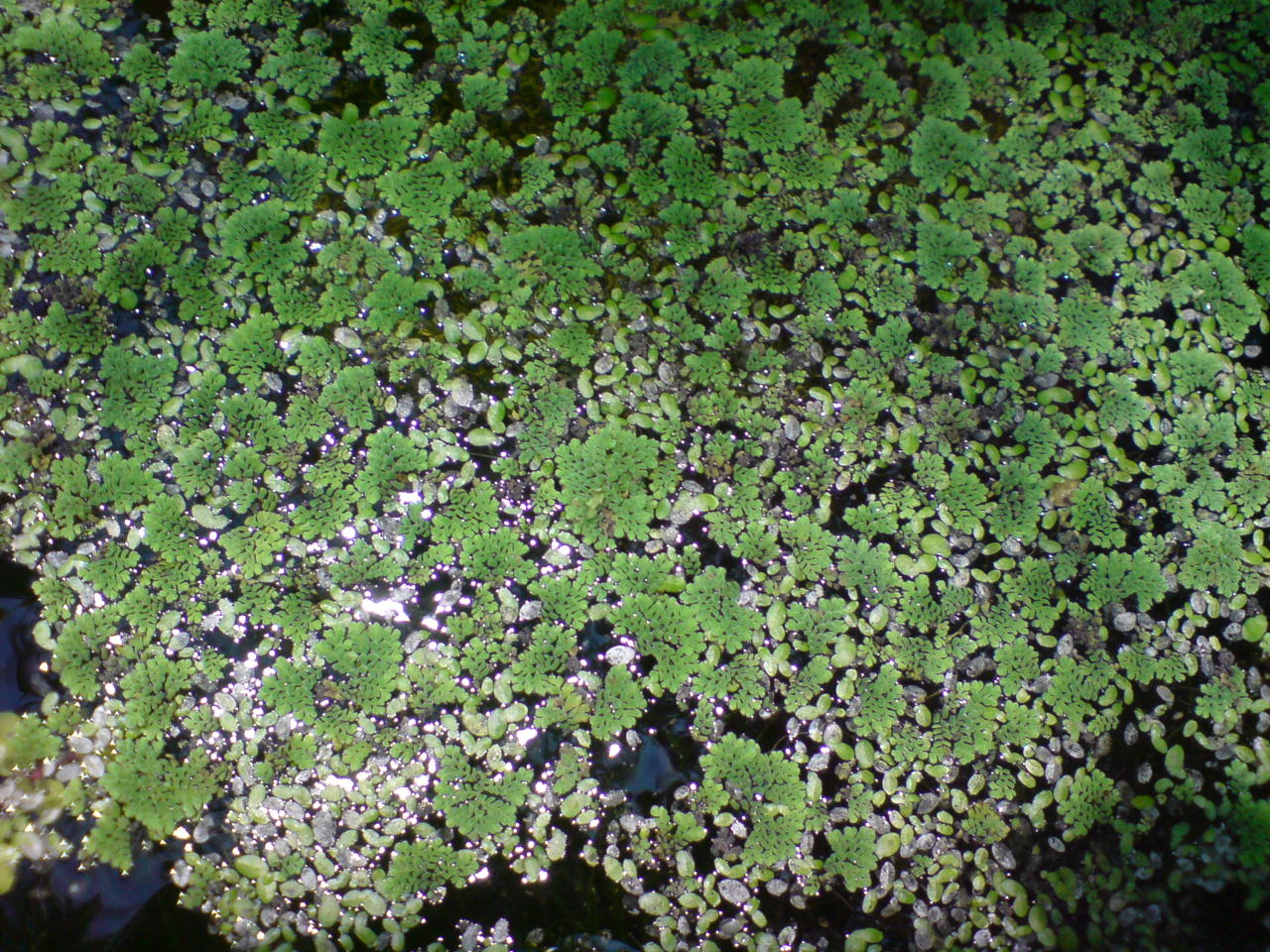
Plan d'eau recouvert de ces mini fougères flottantes.

Elle abrite dans son feuillage une cyanobactérie (Anabaena azollae) qui fixe pour elle l'azote. C'est pourquoi cette fougère est parfois utilisée comme engrais biologique dans les rizières.